# Mérode-altaarstuk
Het Mérode-altaarstuk is een triptiek van de Vlaamse kunstschilder Robert Campin geschilderd ongeveer tussen 1427 en 1432, olieverf op paneel. Het middenstuk toont de annunciatie, 64,1 × 63,2 centimeter groot. De zijpanelen meten 64,5 × 27,3 centimeter. Het werk bevindt zich sinds 1956 in het Metropolitan Museum of Art te New York. De titel is ontleend aan de laatste private eigenaars, stammend uit het geslacht Merode.

## Stijl en uitwerking
Robert Campin, ook wel beschouwd als de Meester van Flémalle, was samen met Jan van Eyck een van de grondleggers van de Vlaamse Primitieven, die zich losmaakten van de internationale gotische stijl. Hij schilderde diverse triptieken. Ook de annunciatie, de aankondiging van de aartsengel Gabriël aan Maria van de geboorte van Jezus Christus, greep Campin diverse malen aan. Het Mérode-altaarstuk kenmerkt zich door de bijzondere aandacht voor realistische details en symboliek.
Het Mérode-altaarstuk is in fasen geschilderd. Er is evidentie dat de twee zijpanelen later zijn gemaakt dan het middenpaneel en waarschijnlijk zijn de zijpanelen ook later "nabesteld". Documenten wijzen uit dat Campin zich bij de uitwerking heeft laten bijstaan door minimaal twee leerlingen, Jacques Daret en Rogier van der Weyden. Deze laatste heeft mogelijk de vrouw op het linkerpaneel geschilderd.

## Middenpaneel: annunciatie in een huiselijke context

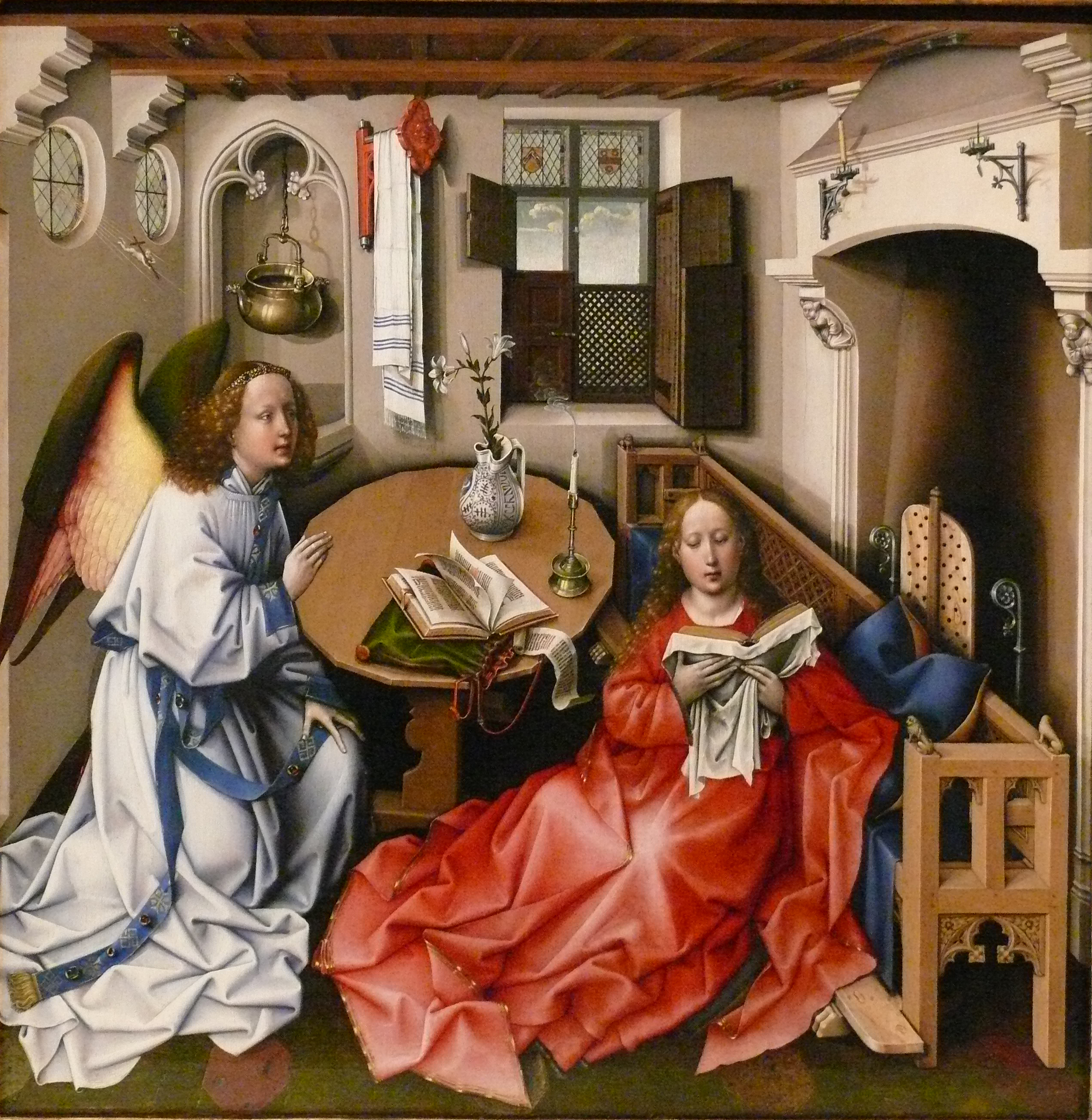
Middenpaneel:de annunciatie

In het middenpaneel werkt Campin het in de late middeleeuwen populaire thema van de annunciatie uit. Opvallend en nieuw voor zijn tijd is dat hij het tafereel plaatst in een contemporaine huiselijke context, gesitueerd in een gewone woonkamer, in een burgerlijk woonhuis in een middeleeuwse stad. Het tafereel, dat met een totale breedte van ongeveer 120 centimeter niet bijzonder groot is, is waarschijnlijk ook bedoeld als altaarstuk voor een regulier woonhuis, voor een burgerfamilie, die daarmee thuis tot aanbidding kan overgaan. Slechts een paar elementen verwijzen naar het mystieke van de gebeurtenis: de vleugels van de aartsengel en de gouden stralen die uit het meest nabije ronde raam schijnen en een figuurtje met een kruis dat een miniatuur-Jezus moet verbeelden, refererend aan het moment van de met de met de annunciatie verbonden maagdelijke conceptie. De dovende kaars suggereert de aanwezigheid van iets wat niet zichtbaar is, mogelijk de Heilige Geest.
Maria wordt weergegeven als een deugdzame jonge Joodse vrouw, nederig op de grond gezeten. Anders dan in de Christelijke late middeleeuwen gebruikelijk was heeft ze geen aureool. De handdoek tegen de achterwand is een talliet en kan geassocieerd worden met het Joodse ritueel van handen wassen. Op de kan die op de tafel staat staan Hebreeuwse letters. De lelie in de kan symboliseert Maria's maagdelijkheid. De plooien van haar gewaad vormen een ster. De leeuwen op de armleuning verwijzen naar de troon van koning Salomo. De twee boeken staan waarschijnlijk voor het oude en nieuwe testament. Het middenpaneel was oorspronkelijk met goudblad afgewerkt. De wapenschilden en de ramen werden later toegevoegd.

## Linkerpaneel: man en vrouw in gebed

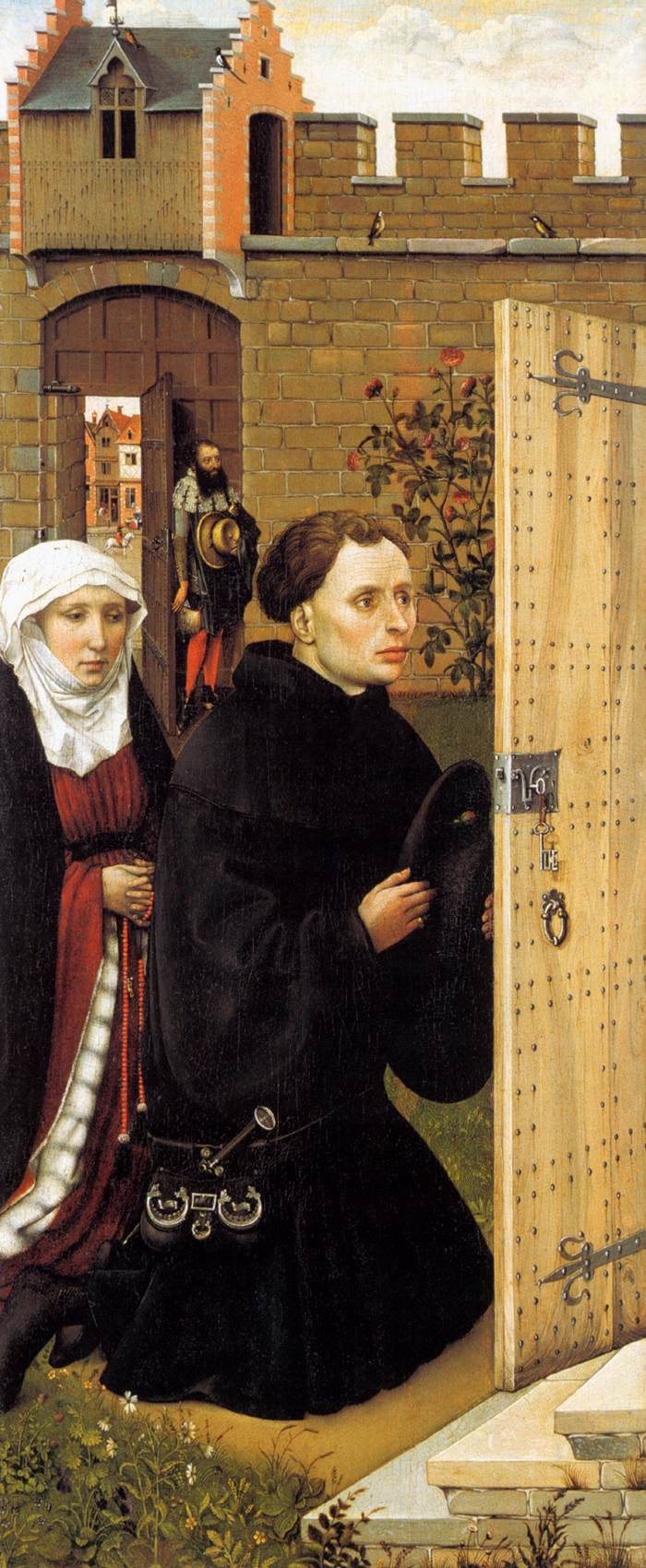
Linkerpaneel

Op het linkerpaneel zien we een man en een vrouw achter hem in gebed. Het Metropolitan Museum of Art, waar het werk zich nu bevindt, neemt aan dat het Peter Engelbrecht en zijn vrouw betreft, een rijke Joodse handelsman uit Mechelen en waarschijnlijk de opdrachtgever van het schilderij. De naam Engelbrecht of Ingelbrecht is ook te zien op het embleem op het rechterraam in het middenpaneel. De man draagt een zwaard en heeft zijn hoed afgenomen. De vrouw houdt een rozenkrans vast, een doek bedekt kuis haar haren en hals. Zij lijkt later aan het werk te zijn toegevoegd. Beiden kijken door de openstaande deur illusionair naar het tafereel op het middenpaneel.
Achter het koppel staan de rozen in bloei, ten teken dat het voorjaar is, mogelijk 25 maart, de datum die toen gold als het feest van de annunciatie. Opvallend is de rol van de man bij de poort. Gezien de soort van brieventas die hij bij zich draagt lijkt het een bode te zijn. Op zijn kleding draagt hij het stadsembleem van Mechelen. De reden van zijn weergave blijft echter speculatief. Misschien kwam hij belangrijk nieuws brengen, wellicht had het iets te maken met de opdracht.

## Rechterpaneel: Jozef de timmerman

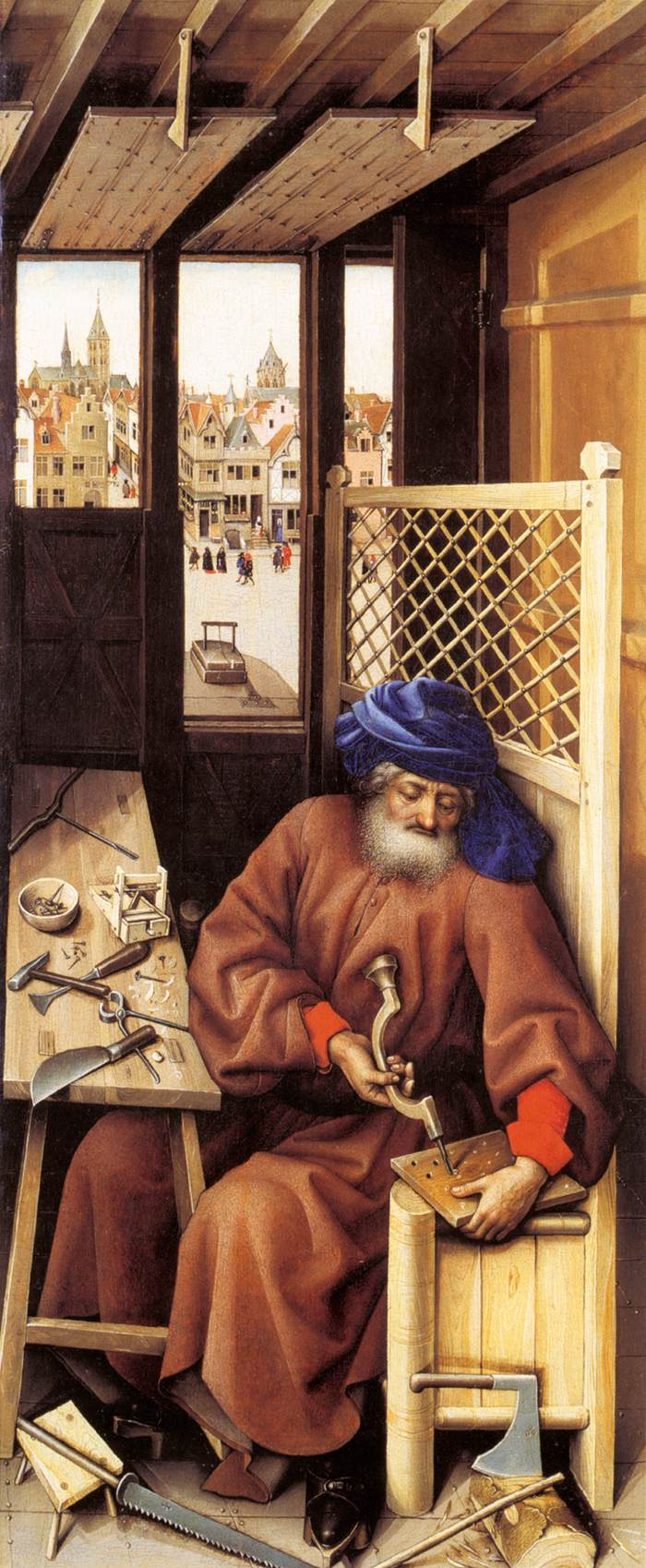
Rechterpaneel

Waar Jozef in Middeleeuwse afbeeldingen van de annunciatie vrijwel altijd aanwezig is, schildert Campin hem in het rechterpaneel, los van de centrale scene, maar wel dichtbij, als zorgzame werker en toekomstige vader. Het tekent het toenemende belang dat in die tijd aan de Jozeffiguur werd gehecht, onder invloed van de Franciscanen, die hem zagen als een voorbeeld van de gewone, hardwerkende gelovige mens. Tevens kan het gezien worden als een teken van emancipatie en een toenemend zelfbewustzijn van handwerklieden, typerend voor de vijftiende eeuw.
Jozef is geconcentreerd aan het werk met een boor. De tafel ligt vol gereedschap. Ook zien we twee muizenvallen. Vaak is gezocht naar symbolische betekenissen van de diverse attributen, met name met betrekking tot de muizenvallen die zouden moeten verbeelden dat Christus zal komen om de duivel te vangen, maar de diverse gemaakte duidingen blijven speculatief. De stad doet winters aan, hetgeen kan duiden op de datum 25 december, het moment van de latere geboorte van Jezus.

## Stad in de achtergrond
In de ramen van het middenpaneel is enkel een blauwe lucht te zien, maar door de poort in het linkerpaneel en nog duidelijker de raam in het rechterpaneel is een middeleeuwse stad te zien. De halfhouten gebouwen met de trapgevels zijn typisch voor het vijftiende-eeuwse Vlaanderen of Noord-Frankrijk, maar nooit is met zekerheid geïdentificeerd om welke stad het precies gaat. Geopperd is wel dat het Mechelen betreft, waar de opdrachtgever woonde, maar het zou ook Doornik kunnen zijn, waar Campin werkte, of Gent, afgaande op enkele - twijfelachtige - herkenningspunten. Ook wordt Luik (Liège) als locatie genoemd, gebaseerd op de twee kerktorens.
De triptiek is een van de vroegste weergaves van een Vlaamse stad thans bekend, zeker in deze mate van realisme. Opvallend is de vredigheid die uit het stadtafereel ademt, waar het rond 1430 een roerige tijd was, tijdens het hoogtepunt van de Honderdjarige Oorlog tussen Frankrijk en Engeland, waaronder ook in Vlaanderen in die tijd gebukt ging.

## Details

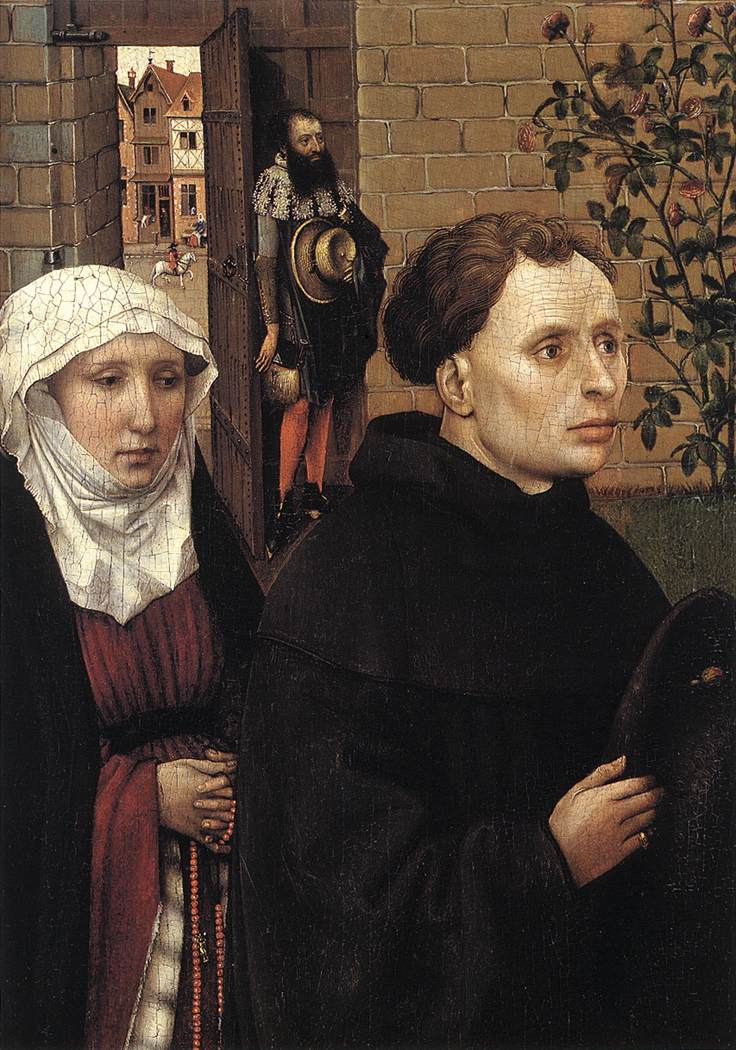
Close-up van het linkerpaneel, met de man bij poort en een blik op de stad
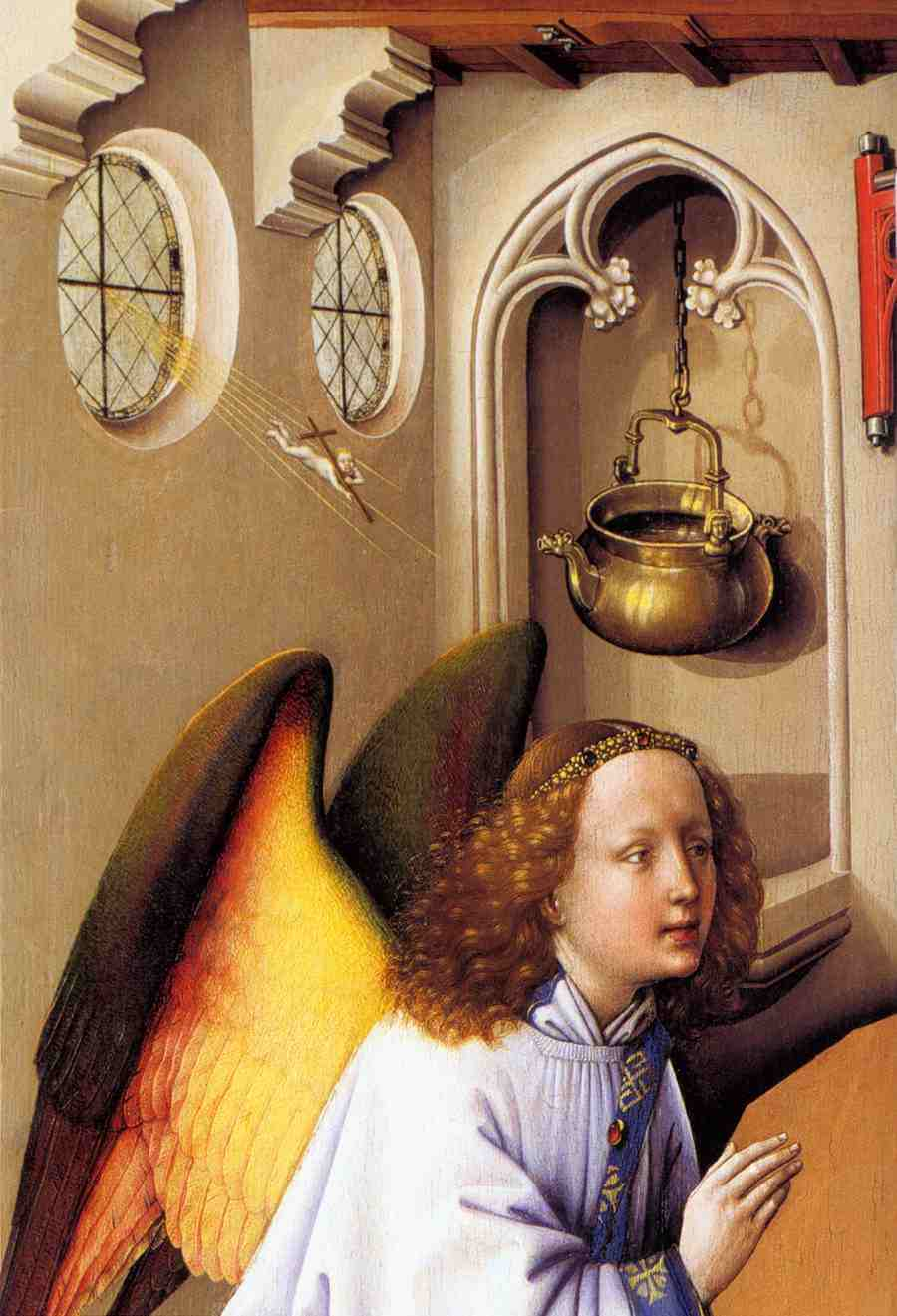
Engel op middenpaneel met achter hem de miniatuur-Jezus met kruis
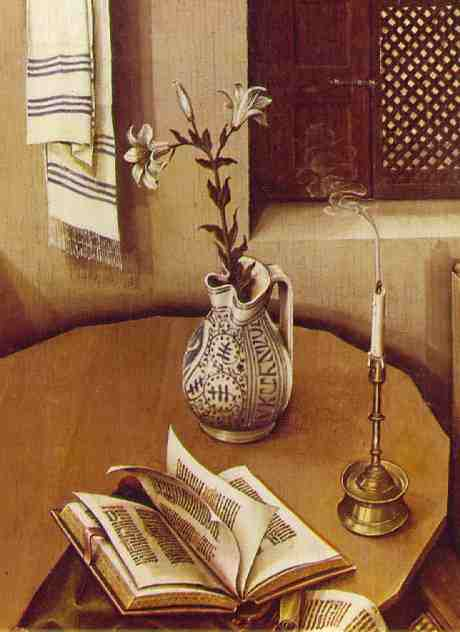
Stilleven op het middenpaneel, met op de achtergrond een talliet
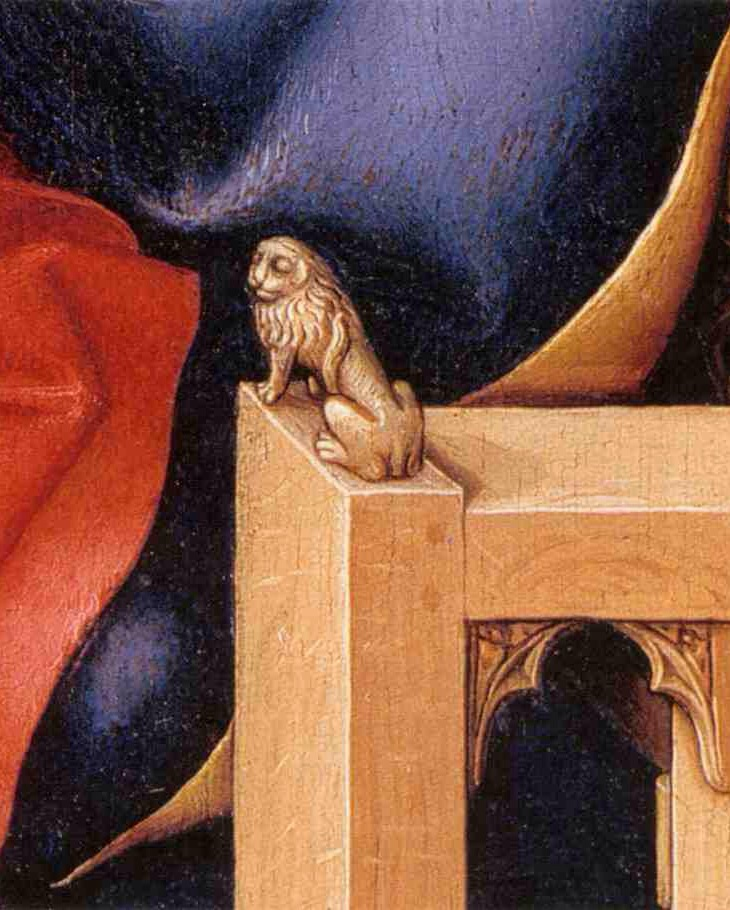
Leeuw op de armleuning, middenpaneel
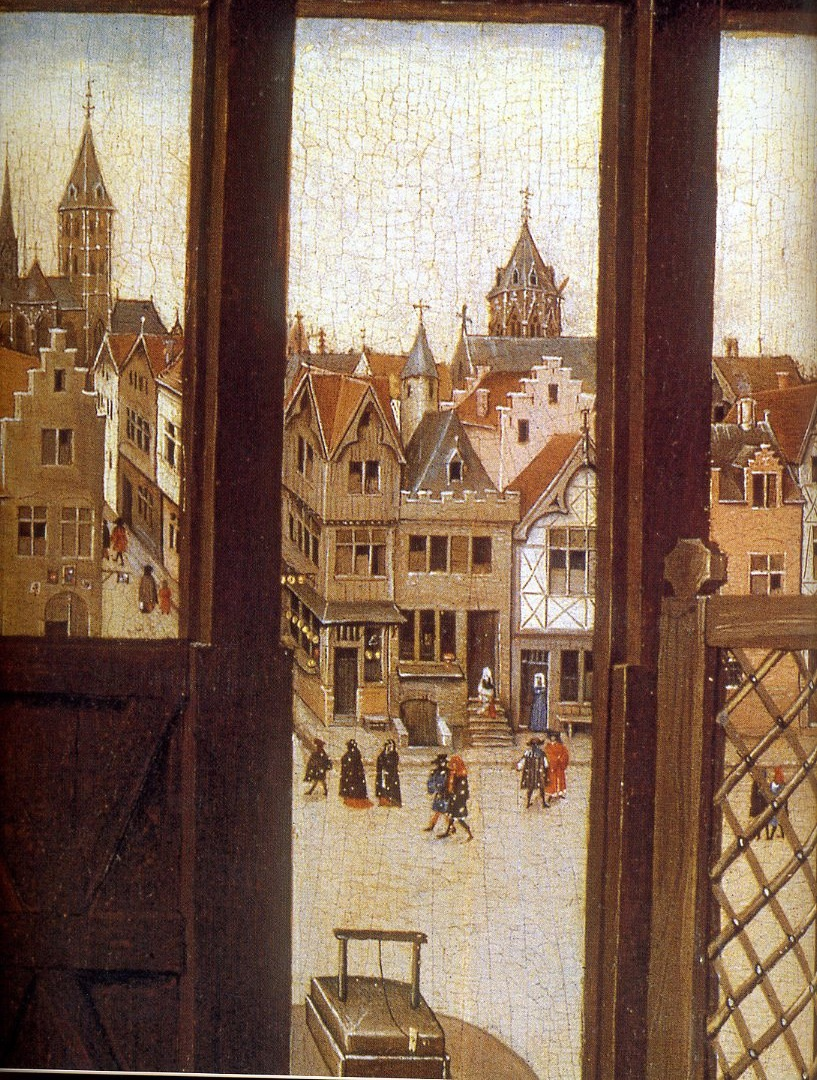
Middeleeuwse stad op het rechterpaneel
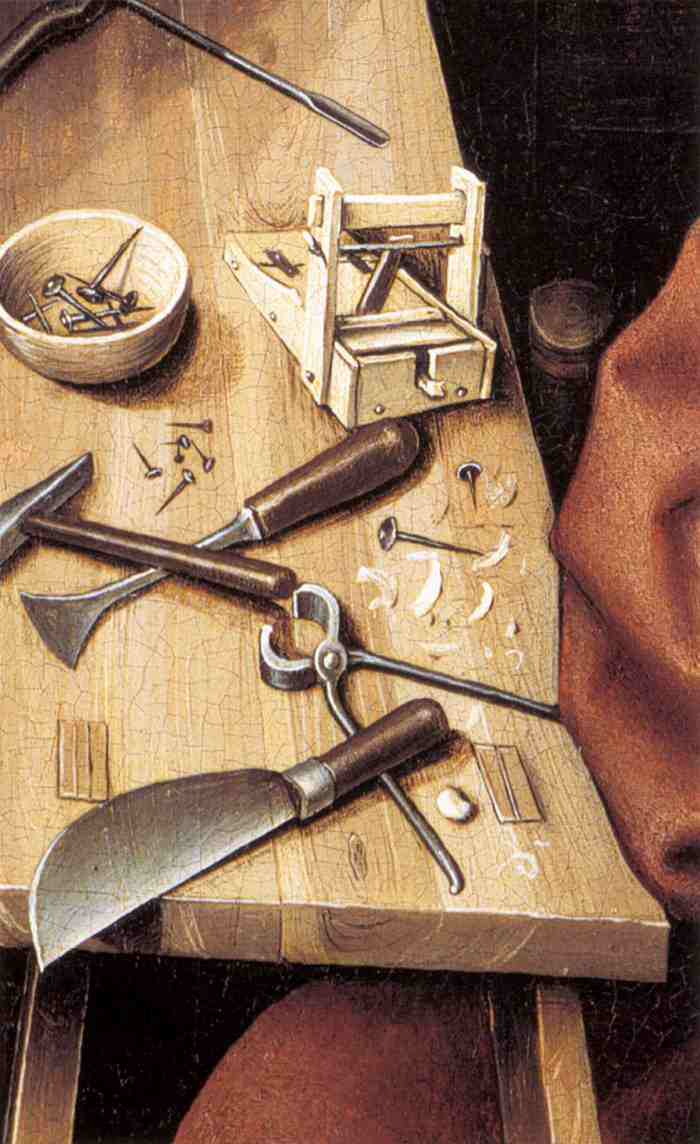
Tafel met gereedschap en muizenval, rechterpaneel